# Pawieł Rotmistrow
Pawieł Aleksiejewicz Rotmistrow (ros. Павел Алексеевич Ротмистров, ur. 23 czerwca?/6 lipca 1901 w m. Skoworowo, gubernia twerska, zm. 6 kwietnia 1982 w Moskwie) – radziecki dowódca wojskowy, główny marszałek wojsk pancernych, prof. dr nauk wojskowych, Bohater Związku Radzieckiego.

## Życiorys

### Dzieciństwo i młodość
Urodził się 6 czerwca 1901 w Skoworowie w rodzinie chłopskiej. W 1919 rozpoczął służbę w Armii Czerwonej i wstąpił do WKP(b). Dwa lata później brał udział w tłumieniu powstania w Kronsztadzie. Po ukończeniu szkoły oficerskiej w 1924 dowodził kolejno kompanią i baterią artylerii oraz był zastępcą dowódcy batalionu.
Jego zainteresowania związane z bronią pancerną pochodzą z czasów studiów w Akademii Wojskowej im. Michaiła Frunzego, którą ukończył w 1931. Sześć lat później objął dowodzenie pułkiem. W 1938 został wykładowcą taktyki w Wojskowej Akademii Mechanizacji i Motoryzacji Armii Czerwonej.

### II wojna światowa
W 1939 wziął udział w wojnie zimowej, początkowo jako dowódca batalionu czołgów, później szef sztabu 35 Brygady Pancernej, wreszcie zastępca dowódcy dywizji pancernej. W maju 1941, już jako pułkownik, został szefem sztabu 3 Korpusu Zmechanizowanego i to stanowisko zajmował w dniu niemieckiej agresji na ZSRR. Walcząc na terenie Litwy, znalazł się w okrążeniu, z którego udało mu się wyrwać wraz z grupą żołnierzy. We wrześniu 1941 objął dowództwo 9 Brygady Pancernej, na której czele brał udział w walkach pod Starą Russą, Kalininem i Klinem. Wiosną 1942 został awansowany do stopnia generała, objął dowodzenie 7 Korpusem Pancernym, który od jesieni tego roku uczestniczył w walkach pod Stalingradem. Podczas kontrofensywy radzieckiej w grudniu 1942 bronił rubieży rzeki Myszkowa, nie pozwalając wojskom niemieckim dowodzonym przez feldmarszałka Ericha von Mansteina przebić się do 6 Armii feldmarszałka Friedricha Paulusa. Pod Kurskiem obaj dowódcy znowu się spotkali. Rotmistrow dowodził wówczas 5 Gwardyjską Armią Pancerną, walczącą w składzie Frontu Stepowego gen. Iwana Koniewa. W dniach 11–12 lipca 1943 jego wojska wzięły udział w słynnym boju pancernym pod Prochorowką. W sierpniu 1943 uczestniczył w kontrnatarciu pod Charkowem, a później w dalszych walkach na Ukrainie: forsowanie Dniepru, wyzwalanie Krzywego Rogu i Kirowgradu. W styczniu 1944 u boku gen. Iwana Koniewa brał udział w operacji korsuńskiej. Miesiąc później został awansowany do stopnia marszałka wojsk pancernych.
Po przeniesieniu 5 Gwardyjskiej Armii Pancernej z 2 Frontu Ukraińskiego na 3 Front Białoruski, brał udział w operacji Bagration. W sierpniu 1944 roku został zastępcą dowódcy wojsk pancernych Armii Czerwonej.

### Okres powojenny
Po zakończeniu wojny dowodził radzieckimi wojskami pancernymi i zmechanizowanymi stacjonującymi na terenie okupowanych Niemiec, a później na Dalekim Wschodzie. W 1948 wrócił do pracy naukowej i dydaktycznej w Akademii Sztabu Generalnego. W 1958 został profesorem nauk wojskowych i przez następnych sześć lat kierował Akademią Wojsk Pancernych. W 1962 otrzymał awans do stopnia głównego marszałka wojsk pancernych. W okresie powojennym stał się jednym z najwybitniejszych radzieckich specjalistów od broni pancernej. Zmarł 6 kwietnia 1982 w Moskwie.

## Awanse
- gen. mjr wojsk pancernych 21 lipca 1942;
- gen. por. wojsk pancernych 29 grudnia 1942;
- gen. płk wojsk pancernych 20 października 1943;
- marszałek wojsk pancernych 21 lutego 1944;
- główny marszałek wojsk pancernych 28 kwietnia 1962.

## Ordery i odznaczenia
- Medal „Złota Gwiazda” Bohatera Związku Radzieckiego (7 maja 1965)
- Order Lenina – sześciokrotnie
- Order Rewolucji Październikowej (1968)
- Order Czerwonego Sztandaru – czterokrotnie
- Order Suworowa I klasy (1944)
- Order Kutuzowa I klasy
- Order Suworowa II klasy (1943)
- Order Czerwonej Gwiazdy (1940)
- Order „Za służbę Ojczyźnie w Siłach Zbrojnych ZSRR” III stopnia
- i inne